# Siapaea
Siapaea, monotipski rod glavočika iz podtribusa Ayapaninae, dio tribusa Eupatorieae .

## Opis
Rod Siapaea uključuje jednu vrstu iz Amazonasa, Venezuela. Rod se razlikuje po svojoj goloj, konveksnom do stožastom cvjedtištu, stisnutoj dlakavoj osnovici i papusu smanjenom na prstenasti kalus ili jednu čekinju.

## Sinonimi
Nema.